# Überdeckungssatz von Besicovitch
In der Analysis ist die Besicovitch-Überdeckung, benannt nach Abram Samoilowitsch Besikowitsch, eine offene Überdeckung einer Teilmenge {\displaystyle A} auf dem euklidischen Raum {\displaystyle \mathbb {R} ^{N}} mit Kugeln, sodass jeder Punkt von {\displaystyle A} das Zentrum einer Kugel in der Überdeckung ist.

## Definition
Sei A {\displaystyle \subset \mathbb {R} ^{N}}, {\displaystyle 0<R<\infty } und {\displaystyle L} ein System von abgeschlossenen Kugeln in {\displaystyle \mathbb {R} ^{N}}, sodass es zu jedem {\displaystyle x\in A} eine Kugel {\displaystyle B\in L} mit Zentrum in {\displaystyle x} und Radius kleiner gleich {\displaystyle R} gibt.
Dann existieren Systeme {\displaystyle {L}_{1},\ldots ,{L}_{b(N)}} von Kugeln, derart dass jedes System {\displaystyle {L}_{N}} aus höchstens abzählbar vielen paarweise disjunkte Kugeln aus {\displaystyle L} besteht und deren Vereinigung {\displaystyle {L}_{1}\cup \ldots \cup {L}_{b(N)}} ganz {\displaystyle A} überdeckt, das heißt:
{\displaystyle A\subset \bigcup _{j=1}^{b(N)}\bigcup _{B\in L_{j}}B}.

## Anwendung für die Maximalfunktion und maximale Ungleichung
Sei {\displaystyle \mu } ein nicht-negatives Borelmaß für {\displaystyle \mathbb {R} ^{N}}, endlich für kompakte Teilmengen und sei {\displaystyle f} eine {\displaystyle \mu }-integrierbare Funktion, dann definiert man die Hardy-Littlewood-Maximalfunktion {\displaystyle f^{*}} für jedes {\displaystyle x} (mit der Konvention {\displaystyle \infty \times 0=0}) durch
{\displaystyle f^{*}(x)=\sup _{r>0}\left(\mu (B(x,r))^{-1}\int \limits _{B(x,r)}|f(y)|d\mu (y)\right)}.
Diese Maximalfunktion ist halbstetig, also messbar. Für jedes {\displaystyle \lambda >0} ist dann folgende maximale Ungleichung erfüllt:
{\displaystyle \lambda \mu \left(\left\{x:f^{*}(x)>\lambda \right\}\right)\leq b_{N}\int |f|d\mu }